# Giorgos Karagounis
Giorgos Karagounis (Grieks: Γιώργος Καραγκούνης; Pyrgos, 6 maart 1977) is een Grieks voormalig voetballer die bij voorkeur op het middenveld speelde. Hij tekende in september 2012 een contract voor een jaar bij het Engelse Fulham FC, nadat hij eerder onder meer was uitgekomen voor Panathinaikos FC, Inter Milaan en SL Benfica. In augustus 1999 debuteerde hij voor het Grieks voetbalelftal, waarvoor hij vervolgens meer dan 130 interlands speelde.

## Interlandcarrière
Onder leiding van bondscoach Vasilis Daniil speelde Karagounis op 20 augustus 1999 tegen El Salvador zijn eerste wedstrijd in het Griekse nationale team. Daarmee werd hij vijf jaar later Europees kampioen, waarbij hij zelf het eerste Griekse doelpunt van het toernooi maakte. Hij maakte ook deel uit van de selectie die op het EK 2008 de titel probeerde te verdedigen, maar strandde in de poulefase.
Bondscoach Otto Rehhagel nam Karagounis twee jaar daarna mee naar het WK 2010. Daar won hij als aanvoerder samen met zijn ploeggenoten voor het eerst in de geschiedenis van het Griekse team een WK-wedstrijd: een 2-1-overwinning op Nigeria.
Bij de EK-eindronde van 2012 maakte Karagounis op zaterdag 16 juni als aanvoerder een cruciale treffer in het afsluitende groepsduel tegen Rusland; hij schoot raak op slag van rust. Dankzij zijn doelpunt wonnen de Grieken en plaatste de ploeg van bondscoach Fernando Santos zich verrassend voor de tweede ronde, samen met groepswinnaar Tsjechië. In mei 2014 werd hij door Santos opgenomen in de selectie voor het wereldkampioenschap voetbal 2014 in Brazilië. Hij speelde alle vier duels van zijn land op het toernooi, waaronder ook de verloren achtste finale tegen Costa Rica.

## Carrièrestatistieken
| Seizoen | Club             | Competitie               | Wedstrijden | Doelpunten |
| ------- | ---------------- | ------------------------ | ----------- | ---------- |
| 1995/96 | Panathinaikos FC | Super League Griekenland | 0           | 0          |
| 1996/97 | Apollon Smyrnis  | Super League Griekenland | 31          | 2          |
| 1997/98 | Apollon Smyrnis  | Super League Griekenland | 24          | 7          |
| 1998/99 | Panathinaikos FC | Super League Griekenland | 24          | 6          |
| 1999/00 | Panathinaikos FC | Super League Griekenland | 27          | 9          |
| 2000/01 | Panathinaikos FC | Super League Griekenland | 23          | 4          |
| 2001/02 | Panathinaikos FC | Super League Griekenland | 21          | 3          |
| 2002/03 | Panathinaikos FC | Super League Griekenland | 23          | 3          |
| 2003/04 | Internazionale   | Serie A                  | 9           | 0          |
| 2004/05 | Internazionale   | Serie A                  | 12          | 0          |
| 2005/06 | SL Benfica       | SuperLiga                | 19          | 1          |
| 2006/07 | SL Benfica       | SuperLiga                | 26          | 2          |
| 2007/08 | Panathinaikos FC | Super League Griekenland | 27          | 2          |
| 2008/09 | Panathinaikos FC | Super League Griekenland | 18          | 3          |
| 2009/10 | Panathinaikos FC | Super League Griekenland | 24          | 2          |
| 2010/11 | Panathinaikos FC | Super League Griekenland | 27          | 0          |
| 2011/12 | Panathinaikos FC | Super League Griekenland | 25          | 1          |
| 2012/13 | Fulham FC        | Premier League           | 25          | 1          |
| 2013/14 | Fulham FC        | Premier League           | 14          | 0          |